# コロナ禍
コロナ禍（コロナか）とは、2019年（令和元年）末から続く新型コロナウイルス感染症（COVID-19）の流行による災難や危機的状況を指す言葉である。
「コロナ禍」のうち、「コロナ」は「新型コロナウイルス」（SARSコロナウイルス2）を意味し、「禍」は「災い」や「災難」「不幸なできごと」を意味することばで、さまざまな名詞に後置されて「○○禍（か）」という複合語を形成する（例：水害、洪水による水禍、戦争による戦禍など）。
新型コロナウイルス感染症の流行が拡大するとともに、2020年（令和2年）3月半ば頃から新聞やインターネット上において広く用いられるようになった。なお、その一方で放送界・出版界自ら「コロナ禍」の語の無限定な用法に対し、抑制的な姿勢や自己点検の動きを示す例も見受けられた。
「コロナ禍」という単語は誤った表記がなされることも多い。代表的な誤りは「禍」のしめすへんをさんずいの「渦」と間違え、「コロナ渦（コロナうず、コロナか）」と表記するものである。
また、類義語として「コロナ下」（コロナか）との表記もあり、こちらは主に「新型コロナウイルス感染症が流行する状況下」という意味で用いられるが、文脈によって「コロナ禍」に同様の意味合いを持たせる場合もある。

## コロナ禍を描いた作品
小説
映画
テレビドラマ
『＃リモラブ 〜普通の恋は邪道〜』-(2020年、日本テレビ)

## 大辞泉が選ぶ新語大賞2020
小学館による「大辞泉が選ぶ新語大賞 2020」では、次点として「コロナ禍」が選出され、大辞泉編集部による語釈が発表サイト上に掲載された。
選出理由について、特別選考委員を務めた明治大学国際日本学部教授の田中牧郎は「今の世界の状況を言い表す言葉で、これを克復しよう、新しい生活様式を見出して、なんとか切り抜けていこうという願いを共有するのに、大事な言葉になっています。その思いへの応援も込めて次点としました」と説明している。また田中教授は日本語学の観点からは「○○禍」が造語成分として今後派生するかどうかも注目に値するとしている。